# Jörg Althammer

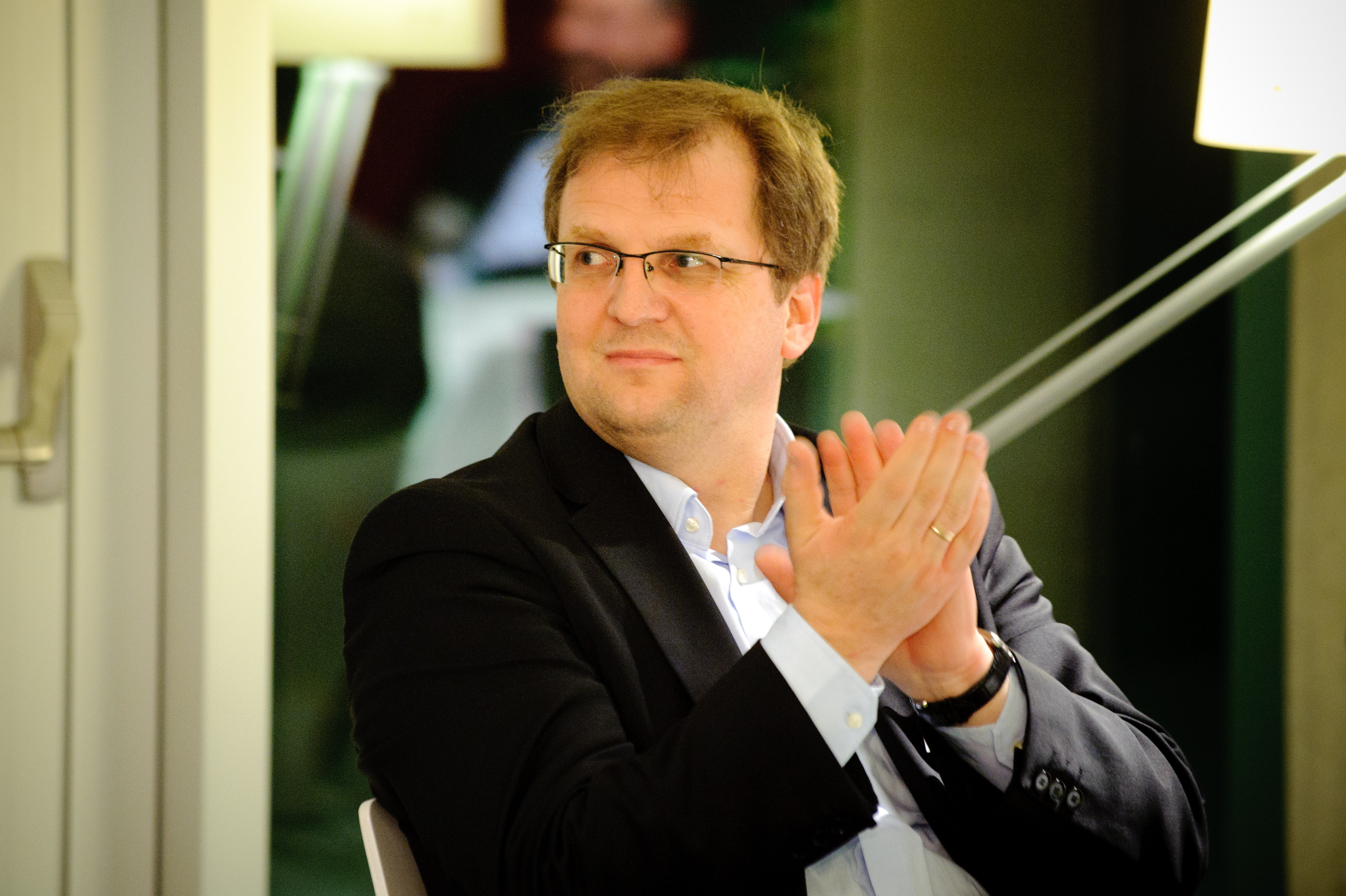
Jörg Althammer (2010)

Jörg Althammer (* 28. Juni 1962 in Augsburg) ist ein deutscher Sozialwissenschaftler und Ökonom. 2002 wurde er an der Ruhr-Universität Bochum Lehrstuhlinhaber für Sozialpolitik und Sozialökonomik, 2008 wechselte er auf den Lehrstuhl für Wirtschaftsethik an der Katholischen Universität Eichstätt-Ingolstadt. 

## Leben
Althammer studierte Volkswirtschaft, Wirtschafts- und Sozialpolitik an der Universität Augsburg. 1993 wurde er mit einer Arbeit über einkommenspolitische Fragestellungen bei Heinz Lampert promoviert. 1998 habilitierte er sich mit einer Schrift zur ökonomischen Theorie der Familie und der Familienpolitik.
Von 1999 bis 2001 war Althammer Lehrstuhlvertreter von Gerhard Kleinhenz am Lehrstuhl für Volkswirtschaftslehre mit Schwerpunkt Wirtschafts- und Sozialpolitik an der Universität Passau. 2002 erhielt er einen Ruf an die Ruhr-Universität Bochum auf den Lehrstuhl für Sozialpolitik und Sozialökonomik.
Im Jahr 2008 folgte Althammer dem Ruf der KU Eichstätt-Ingolstadt und übernahm den Lehrstuhl für Wirtschaftsethik an der wirtschaftswissenschaftlichen Fakultät in Ingolstadt.
Althammer ist verheiratet und hat drei Kinder.

## Wirken
Die Forschungsschwerpunkte von Jörg Althammer sind die Wirtschaftsethik, die Sozialpolitik, die Familienpolitik, die Gesundheitsökonomie und die Familienökonomie. Er hat zahlreiche Aufsätze zu aktuellen wirtschafts- und  sozialpolitischen Fragen veröffentlicht. Althammer ist Koautor des „Lehrbuchs der Sozialpolitik“, das an zahlreichen Hochschulen als Standardliteratur verwendet wird.
Althammer ist Mitglied der European Economic Association, des wirtschaftsethischen und des sozialpolitischen Ausschusses sowie des Ausschusses für Bevölkerungsökonomie beim Verein für Socialpolitik sowie Mitglied der Görres-Gesellschaft. Althammer ist Berater der Kommission für wirtschaftliche und soziale Fragen der Deutschen Bischofskonferenz. Er war von 2001 bis 2012 Mitglied des wissenschaftlichen Beirats für Familienfragen beim Bundesministerium für Familie, Senioren, Frauen und Jugend (BMfSFJ) (von 2008 bis 2012 stellvertretender Vorsitzender) und wissenschaftlicher Berater des Bundes Katholischer Unternehmer (BKU).

## Sonstiges
2014 wurde Althammer vom Kardinal-Großmeister Edwin Frederick Kardinal O’Brien zum Ritter des Ritterordens vom Heiligen Grab zu Jerusalem ernannt und am 25. Oktober 2014 im Freiburger Münster durch Reinhard Kardinal Marx, Großprior der deutschen Statthalterei, in den Orden investiert.

## Schriften
- Lehrbuch der Sozialpolitik, 10. Aufl., Springer 2021, ISBN 978-3-662-56257-4, zusammen mit Heinz Lampert und Maximilian Sommer.
- (Hrsg.): Solidarity in Open Societies, Springer VS 2019,  ISBN 978-3-658-23640-3,  zusammen mit Bernhard Neumärker und Ursula Nothelle-Wildfeuer.
- Ökonomische Theorie der Familienpolitik : theoretische und empirische Befunde zu ausgewählten Problemen staatlicher Familienpolitik, Physica Heidelberg 2000, ISBN 3-7908-1338-9.
- Ehe und Familie in der Steuerrechts- und Sozialordnung, Mohr Siebeck Tübingen 2006, ISBN 3-16-148614-5, zusammen mit Ute Klammer.
- Die deutsche Sozialversicherung – eine historische Fehlentscheidung?, Bachem Köln 2004, ISBN 3-7616-1886-7.
- (Hrsg.): Familienpolitik und soziale Sicherung : Festschrift für Heinz Lampert, Springer 2005, ISBN 3-540-24538-3.
- Familiengerechte Rente: Gutachten im Auftrag der Kommission für gesellschaftliche und soziale Fragen der Deutschen Bischofskonferenz zu einer familiengerechten Reform der gesetzlichen Rentenversicherung, Bonn 2008, zusammen mit Andreas Mayert.
- mit anderen: Wie viel Familie verträgt die moderne Gesellschaft. Roman Herzog Institut, München 2011, ISBN 978-3-941036-23-9.
- (Hrsg.): Caritas in veritate. Katholische Soziallehre im Zeitalter der Globalisierung, Duncker & Humblot, Berlin 2013, Print ISBN 978-3-428-13996-5, E-Book ISBN 978-3-428-53996-3, Print & E-Book ISBN 978-3-428-83996-4.
- mit Andreas Kruse, Giovanni Maio: Humanität einer alternden Gesellschaft, Ferdinand Schöningh 2014, ISBN 978-3-506-77943-4